# Zukunftszentrum Mensch – Natur – Technik – Wissenschaft
Das Zukunftszentrum Mensch – Natur – Technik – Wissenschaft (ZMTW) war ein ökologisch orientierter Erlebnispark, der von 2000 bis 2013 in Nieklitz im Landkreis Ludwigslust-Parchim in Mecklenburg-Vorpommern betrieben wurde. Themen des Parks waren Bionik und Ökotechnologie.
Unter dem Motto „Von der Natur lernen“ bzw. „Die Natur als Lehrmeister“ wurden anhand von Großmodellen der Ideenreichtum der Natur und mögliche Anwendungen und Umsetzungen in die Technik dargestellt. Die Natur sollte als Ideenträger für die Lösung ökologischer, ökotechnischer und organisatorischer Probleme des Menschen genutzt und dadurch Fortschritte auf dem Gebiet der nachhaltigen Entwicklung erzielt werden. Die Inhalte des kombinierten Ausstellungs- und Wissenschaftszentrums umfassten Phänomene der Technischen Biologie (die Natur als Technikerin) und den Transfer in mögliche Anwendungsbereiche der Technik (ökotechnologische Fortschritte des Menschen).

## Aufbau und Auszeichnungen
Gründer und Motor des ZMTW war der Biologieprofessor Berndt Heydemann. Er entwarf das Konzept des Zentrums und sorgte für die Beschaffung von Fördermitteln und Spendengeldern aus den verschiedenen Quellen, die eine Realisierung möglich machten. Auch sein Privatvermögen setzte Heydemann für den Aufbau dieses Zentrums ein.
Von Fachleuten wurde das ZMTW sehr gelobt. Der damalige Umweltminister Wolfgang Methling äußerte in einer Presseerklärung im März 2004: „Das Nieklitzer Projekt ist ein eindrucksvolles Lehr- und Ausstellungszentrum, das anschaulich die Vielfalt der Natur mit ihren Konstruktionen und Funktionsweisen vermittelt und ihre Nutzungspotenziale in der Technik aufzeigt. (...) Doch Sie gehen noch einen Schritt weiter: Sie stellen nicht nur die Funktionsweise der Natur anschaulich und auch für wissenschaftlich nicht vorgebildete Menschen nachvollziehbar dar. Sie unternehmen darüber hinaus sehr erfolgreiche Bemühungen, getreu ihrem Credo 'Bionik - Das geniale Ingenieurbüro der Natur', die Natur als Vorbild für Gestaltung und Geräte - Ausformungen zu nutzen und von ihr zu lernen. Ich kann mir sehr gut vorstellen, dass diese Ansätze zu wirtschaftlich tragfähigen Geschäftsideen reifen und Arbeitsplätze in nachhaltig wirtschaftenden Betrieben schaffen werden.“
2005 erhielt Heydemann für die Schaffung dieses Zentrums den Umweltpreis der Bundesstiftung Umwelt.

## Krise und Schließung
Das breite Publikum reagierte jedoch weniger begeistert. Die Besucherzahlen blieben weit unter dem von Heydemann erhofften Wert. Während Heydemann mit etwa 200.000 Besuchern im Jahr rechnete, kamen tatsächlich in guten Jahren 17.000 Besucher. Auch der Besuch durch Schulklassen erfolgte nur in wesentlich geringerem Umfang als von Heydemann erhofft. Das Angebot, in dem Zentrum Seminare und Weiterbildungskurse zu veranstalten, wurde kaum angenommen.
Das ZMTW erzielte damit nur geringe Einnahmen. Sein Betrieb war nur möglich, wenn laufend Zuschüsse geleistet wurden. Solange Umweltminister Wolfgang Methling im Amt war, wurden diese auch geleistet. Die Lage änderte sich aber grundlegend nach der Landtagswahl in Mecklenburg-Vorpommern 2006. Methling schied aus der Landesregierung aus, das Umweltministerium wurde als eigenständiges Ressort abgeschafft. Zuständig war von nun an Landwirtschaftsminister Till Backhaus. Dieser stand dem Zentrum wesentlich skeptischer gegenüber als Methling. So bemängelte Backhaus, das Zentrum würde „keine nützlichen wissenschaftlichen Ergebnisse“ erzielen. Hinzu kam, dass Heydemann nicht in der Lage war, ordnungsgemäße Verwendungsnachweise zu erstellen. Der Verbleib von über 200.000 Euro an Fördermitteln blieb ungeklärt. Daraufhin entschied Backhaus im Frühjahr 2008, die Förderung des ZMTW durch das Land Mecklenburg-Vorpommern zu beenden. Diese Entscheidung wurde von der gesamten Landesregierung unterstützt.
Heydemann betrieb das Zentrum daraufhin ohne Fördermittel des Landes weiter. Er bemühte sich um Spendengelder aus den verschiedenen Quellen und setzte auch, wie schon bisher, sein gesamtes Privatvermögen für dieses Zentrum ein. Die finanzielle Lage wurde aber nach und nach immer ungünstiger.
Anfang 2013 bemühte sich Heydemann, das Zentrum nach Schleswig-Holstein in den Kreis Herzogtum Lauenburg zu „verlegen“. Von der neuen, sozialdemokratisch geführten Landesregierung unter Torsten Albig erhoffte er sich die politische Unterstützung, die ihm in Mecklenburg-Vorpommern versagt blieb. Die Landesregierung prüfte sein Vorhaben, lehnte aber schließlich ab, weil das Projekt aus finanziellen Gründen „auf Dauer nicht tragbar“ wäre. Außerdem war eine „Verlegung“ des Zentrums gar nicht möglich. Allenfalls hätten einige Exponate abgebaut und an anderer Stelle wieder aufgebaut werden können. Die Gebäude waren ortsgebunden, und auch der Waldlehrpfad und die Anpflanzungen konnten nicht ohne Substanzverlust an einen anderen Ort gebracht werden.
Im Sommer 2013 schaffte Heydemann es nicht mehr, die Sozialversicherungsbeiträge für die Angestellten des Zentrums zu zahlen. Die zuständige Innungskrankenkasse Nord stellte bei Gericht den Antrag auf Insolvenz für die Stiftung, die das Zentrum betrieb. Im September 2013 wurde daraufhin das Insolvenzverfahren eröffnet. Der vom Gericht eingesetzte Insolvenzverwalter sah keine Möglichkeit, das Zentrum unter den gegebenen Rahmenbedingungen weiter zu betreiben. Im Oktober 2013 wurde das ZMTW geschlossen, den verbliebenen Angestellten wurde gekündigt.
Nach der Schließung verfiel das Gelände rasch. Weder Heydemann noch der Insolvenzverwalter sorgten für eine ordentliche Bewachung des abgelegenen Grundstücks. Diebe montierten ab, was ihnen nützlich erschien, Vandalen zerschlugen die Fensterscheiben und verwüsteten das Innere der Gebäude. Die Wege wucherten zu, das ganze Gelände verkam.
Heydemann musste das Scheitern seines Projektes, in das er viel Energie und auch sein gesamtes Privatvermögen investiert hatte, noch miterleben. Er starb am 6. April 2017.

## Neubeginn und Neuausrichtung
Im Sommer 2016 erwarb eine neu gegründete Genossenschaft, die aus etwa 30 Personen besteht, das Grundstück des ehemaligen ZMTW. Vorgesehen ist der Aufbau des Modells einer zukunftsfähigen Gesellschaft, von einer autarken Energie-, Wasser- und Abwasserinfrastruktur über Wohneinheiten, Freizeitangebote und dem Anbau eigener Nahrungsmittel bis hin zur Technologieentwicklung und Produktion von Kleinserien in Werkstätten. Das Konzept im Einzelnen wird noch in der Genossenschaft diskutiert, die auch für neue Mitglieder offen ist. 
Das ZMTW in der von  Heydemann konzipierten Form wird die Genossenschaft mit der Bezeichnung 'Wir bauen Zukunft' aber nicht fortführen.
Stattdessen werden zusammen mit dem 'Ecosphäre e.V.' Coaching-Seminare veranstaltet und Räume des Geländes vermietet. Der Verein führt u. a. mit Workshops für Kinder den Grundgedanken des Gründers Heydemann weiter.